# Sakojivar (vattendrag)
Sakojivar (armeniska: Սաքոյիվար) är ett vattendrag i Armenien. Det ligger i provinsen Gegharkunik, i den centrala delen av landet, 70 kilometer öster om huvudstaden Jerevan.
Trakten runt Sakojivar består i huvudsak av gräsmarker. Runt Sakojivar är det ganska tätbefolkat, med 72 invånare per kvadratkilometer.